# Holochelus pseudonadaii
Holochelus pseudonadaii är en skalbaggsart som beskrevs av Keith 2003. Holochelus pseudonadaii ingår i släktet Holochelus och familjen Melolonthidae. Inga underarter finns listade i Catalogue of Life.